# Ius Aelianum
Ius Aelianum era el nom d'una compilació de lleis romanes feta per Sext Eli Pet, de malnom Cat (Catus, 'astut'), que va ser edil curul l'any 200 aC i cònsol l'any 198 aC.
És elogiat pel seu contemporani Enni i per Ciceró. Segons Sext Pomponi l'obra Ius Aelianum va ser escrita com a complement del Ius Civile Flavianum. Pomponi també diu que Eli va ser autor d'una obra anomenada Tripertita, que contenia les Lleis de les dotze taules amb les seves interpretacions jurídiques (interpretatio) i les formes d'aplicar-les. Es discuteix si el llibre Ius Aelianus i l'obra Tripertita són el mateix llibre o són dues recopilacions diferents.